# 狂舞派
《狂舞派》（英語：The Way We Dance）為2013年香港電影，黃修平導演，陳心遙與王日平監製，黃偉亮和麥秋成任動作指導，由顏卓靈、蔡瀚億、楊樂文、范穎兒及Tommy "Guns" Ly主演，高先電影投資兼發行，獲電影發展基金及太陽娛樂文化融資，於第37屆香港國際電影節首映，並於2013年8月8日公映。

## 劇情
成長於祖傳荳品店的花（顏卓靈飾），從小熱愛跳舞，是Hip-hop天才少女，但被家人注重學業的傳統思想下埋沒了舞蹈發展的理想。
按家人意願考入讀大學後，花終擺脫了陳舊思想，憑著出色舞技加入大學跳舞學會，成為舞隊「BombA」的超新星，更獲萬人迷會長Dave（楊樂文飾）垂青。「BombA」是大學學界很受歡迎的舞隊，可是卻屢屢在跳舞比賽「舞林大會」中輸給勁敵「Rooftoppers」。
在苦練創出新舞招對付宿敵「Rooftoppers」之際，花卻遭隊友，曾於中學舞蹈表演中在眾人面前被花奚落的Rebecca（范穎兒飾）報復。Rebecca不惜橫刀奪愛和挑撥離間，嘲笑花的舞姿，令愛情理想雙失的花受到羞辱後憤然離隊退出「BombA」。
一天，太極學會會長柒良（蔡瀚億飾）無意中看中花的心靈手巧，拉攏她加入太極學會。花原以為太極與良一樣陳舊老套，直至發現良不為人知的過去，知道曾經進入懲教所的阿良被太極改變並感化別人，洗心革面後，花對太極與良完全改觀，二人日久生情擦出愛火花，更受太極啟發自創全新舞招，開創了她獨一無二的街舞風格。
此時，Rebecca為Cosplay理想改名Momoko，離隊競選「動漫寶寶」希望重奪昔日舞台最耀眼目光，並與Dave分手。「BombA」及Dave因八卦周刊的醜聞報導而名譽掃地，隊員士氣低落如一盤散沙，Dave苦苦哀求花回歸舞隊應付即將舉行的舞林大會，花心動希望重返舞林一圓夢想，但卻被暗自呷醋的良無意間弄傷腳部，無法參賽。花感失意絕望，瀕臨放棄理想之時，宿敵「Rooftoppers」的老大Stormy（Tommy "Guns" Ly飾）卻現身花的輪椅面前，當面揭開一個「Rooftoppers」稱霸舞壇的秘密......

## 演員

### 主演
- 顏卓靈 飾 花
- 蔡瀚億 飾 柒良
- 楊樂文 飾 Dave
- 范穎兒 飾 Rebecca
- Tommy "Guns" Ly 飾  Stormy
- 劉敬雯 飾 奶茶
- Popper Wing 飾 熊貓
- 黃莉雅 飾 飄
- B-boy Kinko 飾 鍵威
- B-boy ChuTin 飾 飛天
- 孖八（Popper 88）飾 Rooftoppers
- Rhythm Attack（MONKEY、細成、康、琪、魚蛋）飾 Rooftoppers
- 「飛躍道」王浩鋒 飾 Rooftoppers
- Heartgrey 飾 Beatboxer
- Bipin
- Heyo 飾 Rapper
- 易宇航 飾 Bruce

### 客串
- 葉蘊儀 飾 花母親
- 陳榮照 飾 花父親
- 林盛斌 飾 八卦周刊記者
- 黃貫中 飾 良的太極大師
- 糖兄 飾 選美會主持
- 黃修平 飾 酒保（導演粉墨登場）

## 制作人員
動作指導，音樂：
- 麥秋成編舞
- 中文主題曲「狂舞吧」（作曲：戴偉，作詞：陳心遙，主唱：Dough-Boy、黃凱妮）
- 英文主題曲 "The Way We Dance"（作曲：戴偉，作詞：陳心遙，主唱：黃凱妮）

## 故事藍本
導演及編劇黃修平與監製陳心遙，分別於香港中文大學新亞書院修讀藝術系和人類學系。畢業後，兩人並沒有從商，反而堅持從事藝術創作，甘心過著顛沛流離的生活。
導演及編劇黃修平稱他們當時仍然沒有自己的辦公室，需要經常四周飄泊，席地度橋，例如晚上在香港理工大學的邵逸夫樓（VA）的7-Eleven便利店討論電影劇本。
理大學生會因應學生投訴邵逸夫樓大學書局旁的空地，有太多街舞者動作大、阻塞通道，安裝了兩塊「請勿在此進行跳舞活動」的告示牌，這個舞蹈學會（Dance Soc）沒有足夠「鏡房」練舞以及禁止在校內練習的情況，啟發黃修平想了一個為理想而奮鬥到底的故事劇本。
演員Tommy "Guns" Ly在戲中角色是改編自他本身的故事。

## 戲中出現的文化藝術或技藝興趣
- 街舞：Hip Hop（嘻哈），Breaking（地板舞），Locking（鎖舞），Jazz funk（放克爵士樂），Popping （機械舞）
- 街頭藝術：Beatbox（節奏口技）
- 嘻哈文化：Graffiti（塗鴉），Rapping（饒舌），DJ，B-boy
- 中國文化：中國舞，太極拳，師徒(劇中「太極拳」的師徒關係)
- 香港次文化：粤语脏话(劇中「柒良」的名字)，洪兴社(劇中「柒良」被戲稱為「洪興啲Friend」，暗示與三合會有關連)，香港大專院校學生文化(劇中對話如「Soc房」)
- 日本動漫文化：Cosplay（角式扮演），爆旋陀螺，春麗(劇中 Cosplay)
- 日本暴走族
- 表演藝術：魔術，手指舞（Finger Tutting （页面存档备份，存于））
- 極限運動：Parkour（跑酷）
- 動畫：手繪動畫（Hand-drawn Animation）

## 取景
- 片中的豆品店在位於九龍城福佬村道「公和荳品廠」
- 香港理工大學校園及香港教育大學學生會屬會辦公室
- 上環安和里
- 何文田愛民邨（導演 黃修平所居住的地方）
- 保良局姚連生中學禮堂

## 中國大陸上映
《狂舞派》在2013年8月19日於廣州首映，為「廣州．香港電影展映周」五部放映的電影之一。《狂舞派》是首批受惠於《內地與香港關於建立更緊密經貿關係的安排》（CEPA），視聽（電影）服務領域方面的優惠措施的港產電影。

## 票房
截至2013年9月29日，《狂舞派》上映53天，香港票房1,316萬港元（約170萬美元）。雖然兩位主角不能分紅，但此片為他們帶來不少工作機會，蔡瀚億（柒良）便接了兩部電影。

## 續集

### 籌劃
發行商高先電影（Golden Scene）董事總經理曾麗芬在她的個人facebook上，分享將開拍續集的訊息。惠英紅大讚電影有動力和能量，即場向導演自薦續集客串一角，還指自己有舞蹈根底不成問題。郭富城在9月7日晚在金鐘欣賞《狂舞派》，看畢後感動得眼泛淚光，更提議拉攏周潤發一齊客串拍續集。
導演黃修平則表示，很多時候開拍續集未必比首集好，當中包括很多因素，例如急功近利。追捧熱潮容易走下坡，所以他打算不拍續集，以原班人馬，直接開拍《狂舞派3》。
黃修平表示「因為人是需要熱血，但亦要小心容易變成一些廉價口號，今次開拍《狂舞派3》，會在意作出這方面的反思。」
黃修平與監製陳心遙在《狂舞派》公映後，正著手另一電影《哪一天我們會飛》(前稱：愛的根源)的準備工作，開拍《狂舞派3》至少是2014年下半年以後的事，也許最快要到2015年才能與觀眾見面。

### 開拍
於2018年11月舉行《狂舞派3》開鏡儀式，蔡瀚億、顏卓靈、楊樂文及劉敬雯等原班人馬參與，更加入《哪一天我們會飛》演員游學修及吳肇軒等。
導演黃修平指今次為擺脫過往的續集框框，《狂舞派2》只會展現在《狂舞派3》電影的平行空間入面，以戲中戲的表現手法描述故事。

## 流行文化
戲中對白「為了跳舞，你可以去到幾盡?」(英語：How far are you willing to go for dance ?) 成了經典金句。

## 參展
- 香港國際電影節 世界首映
- 電影節發燒友 開幕電影
- 烏甸尼遠東電影節 競賽電影
- 愛丁堡國際電影節 參展電影
- 2013年 台北電影節 參展電影
- 第56屆 亞太影展[16]參展電影

## 獎項及提名
| 獎項                         | 類別                 | 名字                                                                                           | 結果 |
| ---------------------------- | -------------------- | ---------------------------------------------------------------------------------------------- | ---- |
| 日本福岡國際電影節           | 「觀眾大獎」         | 《狂舞派》                                                                                     | 獲獎 |
| 第50屆金馬獎                 | 最佳女主角           | 顏卓靈                                                                                         | 提名 |
| 第50屆金馬獎                 | 最佳動作設計         | 麥秋成                                                                                         | 提名 |
| 第二十屆香港電影評論學會大獎 | 推薦電影             | 《狂舞派》                                                                                     | 獲獎 |
| 第33屆香港電影金像獎         | 最佳電影             | 《狂舞派》 監製：陳心遙、王日平 出品：高先電影有限公司、香港電影發展基金、太陽娛樂文化有限公司 | 提名 |
| 第33屆香港電影金像獎         | 最佳女主角           | 顏卓靈                                                                                         | 提名 |
| 第33屆香港電影金像獎         | 最佳新演員           | 蔡瀚億                                                                                         | 獲獎 |
| 第33屆香港電影金像獎         | 最佳原創電影音樂     | 戴偉、阿佛                                                                                     | 提名 |
| 第33屆香港電影金像獎         | 最佳原創電影歌曲     | 「狂舞吧」 作曲：戴偉 填詞：陳心遙 主唱：Dough-Boy、黃凱妮                                     | 獲獎 |
| 第33屆香港電影金像獎         | 新晉導演             | 黃修平                                                                                         | 獲獎 |
| 第八屆亞洲電影大獎           | 最佳新演員           | 蔡瀚億                                                                                         | 提名 |
| 第8屆香港電影導演會年度大獎  | 最佳新演員           | 蔡瀚億                                                                                         | 獲獎 |
| 第8屆香港電影導演會年度大獎  | 新晉導演             | 黃修平                                                                                         | 獲獎 |
| 第14屆華語電影傳媒大獎       | 最佳女主角           | 顏卓靈                                                                                         | 提名 |
| 第14屆華語電影傳媒大獎       | 最佳新演員           | 蔡瀚億                                                                                         | 提名 |
| 第14屆華語電影傳媒大獎       | 百家传媒年度致敬电影 | 《狂舞派》                                                                                     | 提名 |

## 外部連結
- The Way We Dance 《狂舞派》的Facebook專頁
- 《狂舞派 （页面存档备份，存于）》在香港雅虎的電影頁面
- Yahoo奇摩電影上《狂舞派》的資料（繁體中文）
- MSN娛樂上《狂舞派》的資料（繁體中文）

- 開眼電影網上《狂舞派》的資料（繁體中文）
- 豆瓣电影上《狂舞派》的資料 （简体中文）
- 时光网上《狂舞派》的資料（简体中文）
- AllMovie上《狂舞派》的资料（英文）
- 爛番茄上《狂舞派》的資料（英文）
- 香港影庫上《狂舞派》的資料（繁體中文）
- 互联网电影数据库（IMDb）上《狂舞派》的资料（英文）